# Neprivaj
Neprivaj je naseljeno mjesto u općini Vareš, Federacija Bosne i Hercegovine, BiH.

## Stanovništvo

### 1991.
Nacionalni sastav stanovništva 1991. godine, bio je sljedeći:
ukupno: 187
- Srbi - 102
- Muslimani - 85

### 2013.
Nacionalni sastav stanovništva 2013. godine, bio je sljedeći:
ukupno: 76
- Bošnjaci - 76